# Ronde van Slowakije 2007
De Ronde van Slowakije 2007 (Slowaaks: Okolo Slovenska 2007) was de 51e editie van deze rittenkoers, die begon op 29 augustus en eindigde op 2 september.

## Etappe-overzicht
| etappe | datum       | start             | finish            | afstand  | winnaar           | klassementsleider |
| ------ | ----------- | ----------------- | ----------------- | -------- | ----------------- | ----------------- |
| 1e     | 29 augustus | Banská Bystrica   | Banská Bystrica   | 142,4 km | Marcin Sapa       | Marcin Sapa       |
| 2e     | 30 augustus | Banská Bystrica   | Liptovský Mikuláš | 170,2 km | Johnny Hoogerland | Marcin Sapa       |
| 3e     | 31 augustus | Liptovský Mikuláš | Čadca             | 192 km   | Joost van Leijen  | Joost van Leijen  |
| 4e (a) | 1 september | Čadca             | Čadca             | 7,1 km   | Maroš Kovác       | Joost van Leijen  |
| 4e (b) | 1 september | Stará Turá        | Malacky           | 94,4 km  | Matej Stare       | Joost van Leijen  |
| 5e     | 2 september | Malacky           | Malacky           | 149,6 km | Kazimierz Stafiej | Joost van Leijen  |

## Algemeen klassement
| rang | renner             | land      | tijd        |
| ---- | ------------------ | --------- | ----------- |
| 1    | Joost van Leijen   | Nederland | 17u 47' 12" |
| 2    | Martin Mares       | Tsjechië  | op 5"       |
| 3    | Marcin Sapa        | Polen     | op 20"      |
| 4    | Radoslav Rogina    | Kroatië   | op 29"      |
| 5    | Vid Ogris          | Slovenië  | op 2' 43"   |
| 6    | Maroš Kováč        | Slowakije | op 3' 07"   |
| 7    | Gediminas Bagdonas | Litouwen  | op 3' 13"   |
| 8    | Johnny Hoogerland  | Nederland | op 3' 24"   |
| 9    | Leopold König      | Tsjechië  | op 3' 26"   |
| 10   | Stanislav Kozubek  | Tsjechië  | op 3' 29"   |

1954 · 1955 · 1956 · 1957 · 1958 · 1959 · 1960 · 1961 · 1962 · 1963 · 1964 · 1965 · 1966 · 1967 · 1968 · 1969 · 1970 · 1971 · 1972 · 1973 · 1974 · 1975 · 1976 · 1977 · 1978 · 1979 · 1980 · 1981 · 1982 · 1983 · 1984 · 1985 · 1986 · 1987 · 1988 · 1989 · 1990 · 1991 · 1992 · 1993 · 1994 · 1995 · 1996 · 1997 · 1998 · 1999 · 2000 · 2001 · 2002 · 2003 · 2004 · 2005 · 2006 · 2007 · 2008 · 2009 · 2010 · 2011 · 2012 · 2013 · 2014 · 2015 · 2016 · 2017 · 2018 · 2019 · 2020 · 2021 · 2022 · 2023 · 2024